# 王希夔
王希夔（1559年—？），字子和，號諧虞，福建漳州府龍溪縣人，民籍，明朝政治人物。同進士出身。

## 生平
萬曆十三年（1585年）乙酉科福建鄉試十二名，萬曆十四年（1586年）丙戌科會試二百三十五名，登三甲第二百五十名進士。工部观政，十五年八月授浙江永康縣知縣，丁憂歸家。

## 家族
曾祖王廷錦，曾任壽官；祖父王曰貴；父王俊民，曾任廩生。母張氏。重庆下。弟希周，生员；希召、希稷。